# Jo van den Booren
Jo van den Booren (* 14. März 1935 in Maastricht, Niederlande) ist ein niederländischer Komponist und Dirigent.
Er studierte von 1945 bis 1952 am Musiklyceum in Maastricht Trompete bei Hubert Cardous. In der Zeit von 1954 bis 1956 studierte er in Amsterdam Trompete bei Marinus Komst, Komposition bei Antoon Maessen, Louis Toebosch, Ton de Leeuw, Kees van Baaren. Weitere Kompositionsstudien folgten am Konservatorium in Basel bei Klaus Huber 1956 bis 1967.
Als 17-Jähriger wirkte er beim Brabants Orkest in ’s-Hertogenbosch. Zusammen mit anderen Musikern gründete er in Den Bosch die Stiftung Resonans und das Resonans-Blechbläser-Quintett, beide für die Aufführung von zeitgenössischer Musik. Er dirigierte regelmäßig Ensembles aus dem Brabants Orkest und leitete das Orchester bei der Aufführung eigener Werke. Danach widmete er sich voll dem kompositorischen Schaffen.
Sein Œuvre setzt sich zusammen aus Werken für Symphonieorchester, Kammermusik, Chor, Orgel, Filmmusik, Konzerte für Solo-Instrumente und Blasorchester. Einzelne Werke wurden mit Kompositionspreisen ausgezeichnet. 1994 wurde er von der niederländischen Königin zum Ritter im Orden von Oranien-Nassau berufen.

## Werke

### Werke für Orchester
- 1963–1964 Suite dionysienne pour cor anglais et orchestre à cordes
  1. Danse sacrée
  2. Dithurambos
- 1965 L' epitaphe Villon - ballade des pendus pour voix moyenne et orchestre
- 1970–1975 Géographie intérieure pour grand orchestre
- 1975 1. Sinfonia jubilata
- 1979 Souvenir für großes Orchester
- 1982–1983 Symphony No. 2
- 1986 Souvenir de Budapest opus 57, für Streichorchester
- 1987 Passage opus 65
- 1987 Short symphony (Symphony Nr. 3) opus 66
- 1989 Concerto opus 73, für Saxophone-Quartett und Orchester
  1. Moderato
  2. Larghetto
  3. Allegro
- 1990–1991 Concerto opus 78, für Flöte und Orchester
  1. Andante cantabile
  2. Scherzo
  3. Adagio
  4. Allegro
- 1991 Concerto opus 82, für Orgel und Orchester
  1. Andante
  2. Scherzo
  3. Largo
  4. Andante maestoso e moderato energico
- 1993 Violin concerto Nr. 2 opus 89, für Violine und Streichorchester
- 1993 Cirkels II für Blasorchester und Streichorchester, opus 90, nr. 2
- 1998 Dubbelconcert in Re opus 110, für Violine, Violoncello und Orchester
  1. Allegro - Moderato - Allegro
  2. Adagio
  3. Scherzino
  4. Finale Adagio - Allegro moderato con sprirto
- 2001 Symphony nr. 5 opus 115
  1. Allegro
  2. Adagio
  3. Scherzino
  4. Allegro
- 2001 New York - eleven nine opus 125, für Orchester
- 2003 Symphony Nr. 6 opus 128
  1. Energico
  2. Funebre (In memoriam GvdW)
  3. Andante-Bruscamente
- 2006 in zoete mijmering verzonken..., für Viola und Streichorchester, opus 155

### Werke für Blasorchester
- 1968 Capriccio für Fanfare-Orchester
- 1981 Brabant A Fantasy on two Folksongs
- 1982 Song auf dem Weg nach Emmaus für Kinder- und Männerchor (oder gemischten Chor) und Fanfare-Orchester - Text nach einem Gedicht von Dorothee Sölle
- 1984 Zodiac opus 46, für Symphonisches Blasorchester
  1. Aries
  2. Taurus
  3. Gemini
  4. Cancer
  5. Leo
  6. Virgo
  7. Libra
  8. Scorpio
  9. Sagittarius
  10. Capricornus
  11. Aquarius
  12. Pisces
- 1984 Musica con fuoco opus 49, für Fanfare-Orchester
  1. Allegro con fuoco
  2. Andante cantabile
  3. Andantino
  4. Adagio
  5. Lento, divoto-Allegro agitato
- 1986 Display opus 58, für Saxophon-Quartett und Symphonisches Blasorchester
- 1987 Movements opus 63, für Symphonisches Blasorchester
- 1988 Zenith opus 70, für Fanfare-Orchester
- 1990 Sonate in een deel opus 79, für drei Bläser-Quintette und Pauken
- 1992 Deux pièces caractéristiques opus 84, für Fanfare-Orchester
  1. Prélude
  2. Cortège
- 1992 Violin concerto Nr. 1 opus 86, für Violine und Symphonisches Blasorchester
  1. Andante
  2. Allegretto
  3. Largo
  4. Rondo
- 1993 Cirkels II für Blasorchester und Streichorchester, opus 90, nr. 2

### Werke für Akkordeonorchester
- 1993 Cirkels I opus 90

### Werke für Orgel
- 1985 Hymn opus 52 - "...thou emittist sounds in the secret hall of sacrifice...."
- 1996 La soledad sonora - en honor de San Juan de la Cruz opus 104

### Vokalmusik (teilweise mit Begleitung)
- 1977 Triptiek - Ode aan Jeroen Bosch für Männerchor, Blechbläser-Quintett und Schlagzeug
  1. Schepping
  2. Menschenwereld
  3. Hel - Dies Irae, Dies Illa...
- 1980 Mirabel Scènes imaginaires dans un village abandonné pour grande flûte (aussi flûte basse ad libitum) et douze voix (3 Sopran, 3 Alt, 3 Tenöre und 3 Bässe)
- 1981 Het huwelijksaanzoek Vaudeville in einem Akt nach Anton P. Tschechow für (Mezzo-)Sopran, Tenor, Bass, sechs Instrumentalisten (Flöte (auch Piccolo), Klarinette, Trompete, Posaune, Violine, Kontrabass) und ein Schlagzeuger
- 1984 The prisoner opus 51, für Sopran-Solo, gemischten Chor und Kammerorchester
- 1988 Missa opus 69, per coro di uomini ed organo
- 2001 Llama de amor viva opus 118, für Sopran, Alt, gemischten Chor, Harmonium con pressione
  1. Oh llama de amor viva
  2. !Oh cauterio suave!
  3. !Oh Lámparas de fuego
  4. !Cuán manso y amoroso

### Chormusik
- 2001 Noche oscura opus 116, für siebenstimmigen gemischten Chor - nach Texten von San Juan de la Cruz
  1. En una noche oscura
  2. a oscuras y segura
  3. en la noche dichosa
  4. Aquesta me guiaba
  5. Á oh noche que guiaste!
  6. En mi pecho florido
  7. El aire del almena
  8. Quedéme y olvidéme
- Psalmus XXII - Dominus pascit me opus 106, für Männerchor
  1. Dominus pascit me
  2. Deducit me
  3. Virga tua
  4. Paras mihi
  5. Benignitas et gratia

### Filmmusik
- 1988 La Passion de Jeanne d'Arc Klassischer Film von Carl Theodor Dreyer aus 1928
  1. 1ère Interrogatoire
  2. 2ème Interrogatoire
  3. 3ème Interrogatoire
  4. 4ème Interrogatoire
  5. 5ème Interrogatoire
  6. Au bûcher
- 2000 The OverCoat Film von Kozintsew nach einer Novelle von Nikolaj Gogol

### Kammermusik
- 1966 Game III für Trompete und Orgel
- 1967 Spectra per quintetto a fiati
- 1971 Intrada festiva per 4 corni, 4 trombe e 4 tromboni
- 1975 Hisperica famina für fünf Blechbläser, die auch singen und Schlagzeug spielen
  1. Incipit lex diei
  2. De plurimis
  3. Adelphus adelpha
- 1976 Epitaph Blues für Trompete und Blechbläser-Quintett
- 1985 Oblation opus 54, für Orgel, 2 Trompeten, 2 Hörner und 2 Posaunen
- 1986 Music opus 55, für Trompete und Orgel
- 1987 Sextet opus 60, für Bläser
- 1990 Partita Nr. 3 opus 77, für Blechbläser-Quintett
  1. Sinfonia
  2. Minuetto
  3. Chaconne
  4. Gavotte
  5. Sarabande
  6. Saltarello
- 1991 Meditazione I opus 80, per dodici strumenti (Flöte, Oboe, Klarinette, Fagott, Horn, Vibraphon, Klavier, 2 Violinen, Bratsche, Violoncello und Kontrabass) - Bei Meditazione I kann Sacred space (Soundtrack des Komponisten) teilweise abgespielt werden.
- 1994 Meditazione II opus 93, per 12 strumenti (Flöte (auch Piccolo), Englischhorn, Bassklarinette, Horn, Fagott, Marimbaphon (auch Vibraphon), Klavier, 2 Violinen, Bratsche, Violoncello und Kontrabass) - Bei Meditazione II kann Cosmic Odyssey (Soundtrack des Komponisten) teilweise abgespielt werden.
- 1996 Meditazione III opus 100, für Ensemble (Flöte, Oboe, Klarinette, Horn, Fagott, Schlagzeuger, 2 Violinen, Bratsche, Violoncello, Kontrabass und CD) und Soundtracks
- 2000 Divertido opus 113 No. 1, für Altblockflöte (oder Flöte), Flöte (oder Oboe), Alt-Saxophon (oder Klarinette), Violoncello (oder Fagott), Kontrabass und Klavier
  1. Allegro moderato
  2. Andante
  3. Scherzino